# Coppa Ciano 1938
Coppa Ciano 1938 je bila osma neprvenstvena dirka za Veliko nagrado v sezoni 1938. Odvijala se je 7. avgusta 1938 na dirkališču Montenero.

## Poročilo

### Pred dirko
Po slabem rezultatu na dirki za Veliko nagrado Nemčije, se Auto Union dirke ni udeležil, kar je na razočaranje gledalcev pomenilo, da se dirke ni udeležil tudi Tazio Nuvolari. Moštvo Mercedes-Benza je lahko nastopilo le s tremi dirkalniki, ker je Manfred von Brauchitsch uničil enega od dirkalnikov na dirki za Veliko nagrado Nemčije, zato Richard Seaman no mogel štartati. Rudolf Caracciola je preizkušal eksperimentalno različico dirkalnika z večjim rezervoarjem za gorivo in krajšim zadkom dirkalnika. Moštvo Maseratija je na dirko pripeljalo dva nova dirkalnika Maserati 8CTF za Goffreda Zehenderja in Carla Feliceja Trossija. Slednji je na vseh prostih treningih postavil najhitrejši čas in osvojil najboljši štartni položaj, v prvo vrsto so se uvrstili še Caracciola, Hermann Lang in Giuseppe Farina. 

### Dirka
Na štartu je povedel Caracciola, sledili so mu Lang, Farina in Trossi. Slednji je že kmalu uspel prehiteti tako Farino, kot tudi Langa. Zehender je v četrtem krogu odstopil zaradi okvare motorja, njegov moštveni kolega Trossi pa je prehitel Caracciolo, prevzel vodstvo in začel bežati pred zasledovalci. Toda veselje italijanskih gledalcev je trajalo le do omega kroga, ko je tudi Trossi odstopil zaradi okvare motorja, vodstvo pa je ponovno prevzel Caracciola, za katerim so bili uvrščeni še Lang, von Brauchitsch in Farina. Von Brauchitsch, ki je že pred tem uspel prehiteti Farino, je napadal Langa, ki pa ga nikakor ni želel spustiti mimo. Dirkača sta vstopila v desni ovinek za boksi kolo ob kolesu. Lang, ki je bil na idealni liniji, je uspel ovinek zvoziti, von Brauchitsch pa je pretiraval in se zaril v bale sena. Večje število gledalcev mu je pomagalo poriniti dirkalnik nazaj na stezo in ga zagnati, toda izgubil je minuto proti Langu. 
Jean-Pierre Wimille je imel težave z ledvicami, zato je njegov dirkalnik ob postanku v boksih prevzel Clemente Biondetti. V šestindvajsetem krogu se je debel kos gume utrgal iz zadnje desne pnevmatike na Caracciolinem dirkalniku in preluknjal rezervoar za gorivo tako, da je gorivo iztekalo v curkih. S tem je vodstvo prevzel Lang, von Brauchitschu pa je uspelo ponovno prehiteti Farino za drugo mesto. Lang je imel veliko prednost, toda dva kroga pred ciljem je moral zaradi predrte pnevmatike na dodaten postanek v bokse. S tem je v vodstvo prišel von Brauchitsch in zmagal, drugi je v cilj pripeljal Lang, tretji pa Farina. 

### Po dirki
Že takoj po koncu dirke je bilo vloženih več protestov tekmecev na rezultat von Brauchitscha, ki so mu gledalci pomagali poriniti dirkalnik na stezo. Organizatorji dirke ga niso želeli diskvalificirati, ker se je nekaj podobnega pripetilo že na dirki tipa Voiturette, toda predsednik športnega sveta italijanskega avtomobilskega združenja, Giuseppe Furmanik, se je odločil za diskvalifikacijo von Brauchitscha. S tem je bil za zmagovalca razglašen Lang, drugo mesto je osvojil Farina, tretje pa Biondetti

## Rezultati

### Štartna vrsta
| _______4_______ Farina Alfa Romeo 2:28 |                                   | _______3_______ Lang Mercedes-Benz 2:27 |                                               | _______2_______ Caracciola Mercedes-Benz 2:26 |                                         | _______1_______ Trossi Maserati 2:26 |
|                                        | _______7_______ Zehender Maserati |                                         | _______6_______ von Brauchitsch Mercedes-Benz |                                               | _______5_______ Wimille Alfa Romeo 2:31 |                                      |
| _______11_______ Teagno Maserati       |                                   | _______10_______ Dreyfus Delahaye       |                                               | _______9_______ Comotti Delahaye              |                                         | _______8_______ Belmondo Alfa Romeo  |

### Dirka
| Poz | Št | Dirkač                                 | Moštvo               | Dirkalnik           | Krogi | Čas/Odstop    | Št. m. |
| --- | -- | -------------------------------------- | -------------------- | ------------------- | ----- | ------------- | ------ |
| 1   | 46 | Hermann Lang                           | Daimler-Benz AG      | Mercedes-Benz W154  | 40    | 1:40:35,2     | 3      |
| 2   | 50 | Giuseppe Farina                        | Alfa Corse           | Alfa Romeo Tipo 312 | 40    | + 48,0 s      | 4      |
| 3   | 62 | Jean-Pierre Wimille Clemente Biondetti | Alfa Corse           | Alfa Romeo Tipo 312 | 39    | +1 krog       | 5      |
| 4   | 42 | Vittorio Belmondo                      | R. Balestrero        | Alfa Romeo Tipo 308 | 38    | +2 kroga      | 8      |
| 5   | 48 | René Dreyfus                           | Ecurie Bleue         | Delahaye 145        | 37    | +3 krogi      | 10     |
| DSQ | 54 | Manfred von Brauchitsch                | Daimler-Benz AG      | Mercedes-Benz W154  | 40    | Zunanja pomoč | 6      |
| Ods | 44 | Rudolf Caracciola                      | Daimler-Benz AG      | Mercedes-Benz W154  | 26    | Rezervoar     | 2      |
| Ods | 58 | Gianfranco Comotti                     | Ecurie Bleue         | Delahaye 145        |       |               | 9      |
| Ods | 60 | Edoardo Teagno                         | Scuderia Subauda     | Maserati 8CM        |       |               | 11     |
| Ods | 56 | Carlo Felice Trossi                    | Officine A. Maserati | Maserati 8CTF       | 8     | Motor         | 1      |
| Ods | 52 | Goffredo Zehender                      | Officine A. Maserati | Maserati 8CTF       | 4     | Motor         | 7      |
| DNA | 64 | Richard Seaman                         | Daimler-Benz AG      | Mercedes-Benz W154  |       |               |        |